# Lake Baghdad
Lake Baghdad är en sjö i Australien. Den ligger i delstaten Western Australia, omkring 32 kilometer väster om delstatshuvudstaden Perth. Lake Baghdad ligger 1 meter över havet. Arean är 0,50 kvadratkilometer. Den ligger på ön Rottnest Island. Lake Baghdad ligger vid sjöarna  Herschel Lake Serpentine Lake Government House Lake Garden Lake och Lake Vincent. Den sträcker sig 1,0 kilometer i nord-sydlig riktning, och 1,3 kilometer i öst-västlig riktning.
Genomsnittlig årsnederbörd är 1 018 millimeter. Den regnigaste månaden är maj, med i genomsnitt 176 mm nederbörd, och den torraste är februari, med 9 mm nederbörd.